# José de Jesús Valdez
José de Jesús Valdez Rodríguez (León de Los Aldama; 1 de junio de 1947) es un exfutbolista mexicano que jugaba de delantero. Ha sido un cazatalentos para el América desde la década de 1990.

## Selección nacional
Ha jugado trece veces con la selección de México, haciendo su debut en el Campeonato de Naciones de la Concacaf de Trinidad y Tobago 1971, donde terminó ganando el torneo. Dos años después, volvió a jugar el torneo continental pero terminó como tercero.

### Participaciones en Campeonatos Concacaf
| Copa                                          | Sede              | Resultado     | Part. | Goles |
| --------------------------------------------- | ----------------- | ------------- | ----- | ----- |
| Campeonato de Naciones de la Concacaf de 1971 | Trinidad y Tobago | Campeón       | 5     | 0     |
| Campeonato de Naciones de la Concacaf de 1973 | Haití             | Tercer puesto | 3     | 0     |

## Clubes
| Club                | País   | Año       |
| ------------------- | ------ | --------- |
| León                | México | 1965-1974 |
| América             | México | 1974-1978 |
| Unión de Curtidores | México | 1978-1979 |

## Palmarés

### Títulos nacionales
| Título               | Equipo  | País   | Año     |
| -------------------- | ------- | ------ | ------- |
| Copa México          | León    | México | 1966-67 |
| Copa México          | León    | México | 1970-71 |
| Campeón de Campeones | León    | México | 1970-71 |
| Copa México          | León    | México | 1971-72 |
| Campeón de Campeones | León    | México | 1971-72 |
| Primera División     | América | México | 1975-76 |
| Campeón de Campeones | América | México | 1975-76 |

### Títulos internacionales
| Título                                | Equipo (*) | Sede          | Año  |
| ------------------------------------- | ---------- | ------------- | ---- |
| Campeonato de Naciones de la Concacaf | México     | Puerto España | 1971 |
| Copa de Campeones de la Concacaf      | América    | Paramaribo    | 1977 |

(*) Incluyendo la Selección.